# Metylfenobarbital

Strukturformel för metylfenobarbital.

Metylfenobarbital, summaformel C13H14N2O3, är ett antiepileptiskt sömnmedel, narkotikaklassat.
Substansen är narkotikaklassad och ingår i förteckning P IV i 1971 års psykotropkonvention, samt i förteckning IV i Sverige.